# Лимфатическая мальформация
Лимфатическая мальформация (лимфангиома) — порок развития лимфатических сосудов (коллекторов). Морфологические изменения происходят на ранних стадиях эмбриогенеза, в частности в конце второго месяца внутриутробного развития, когда начинает формироваться первичная лимфатическая система. Частота встречаемости лимфатической мальформации составляет 1,2-2,8 на 1000 живых новорожденных.
John B. Mulliken предложил разделение сосудистых образований (аномалий) на гемангиомы и сосудистые мальформации (в том числе и лимфатическую мальформацию). В настоящее время используется классификация Международного Общества по Изучению Сосудистых Аномалий (ISSVA), которая так же переведена на русский язык. У лимфатических мальформаций доказано отсутствие признаков опухоли. Термин «лимфангиома» в применении к лимфатическим мальформациям считается устаревшим, рекомендуется его использование для истинных доброкачественных опухолей лимфатических сосудов. Собирательные термины «лимфгемангиома» и «гемлимфангиома» не должны использоваться для названия врождённых сосудистых аномалий. В западной литературе ещё встречается термин «cystic hygroma», данное образование по современной классификации является крупно кистозной лимфатической мальформацией.
В связи с тем, что ранее данные образования относились к опухолям, статистические данные берутся из раздела «новообразования». Таким образом, лимфатическая мальформация составляет 6-18 % от доброкачественных образований у детей.
До настоящего времени идут научные поиски причин появления сосудистых мальформаций, выявлены некоторые гены, мутации в которых могут приводить к появлению мальформации. Greene A.K. проанализировал статьи в Pubmed с 1994 по 2017 год и установил, что большинство СА связаны с мутациями, повреждающие сигнализирующие рецепторы тирозинкиназы. Чаще всего выявлялись мутации в гене PIK3CA и в рецепторах, связанных с G-белком, так же возможны спорадические мутации в генах (VEGFR3, FOXC2, SOX18, CCBE1). Для большинства сосудистых аномалий характерна мутация в одном гене. Этиология появления лимфатической мальформации носит мультифакториальный характер.
Выделяют несколько видов простой (кистозной) лимфатической мальформации:
• Крупно кистозная (макрокистозная)
• Мелко кистозная (микрокистозная)
• Смешанная
Лимфатическая мальформация может быть компонентом различных синдромов:
• синдром Клипелля-Треноне (сочетание капиллярной мальформации, венозной мальформации, возможно наличие компонентов лимфатической мальформации и гипертрофия конечностей);
• CLOVES синдром (сочетание лимфатической мальформации, венозной мальформации, капиллярной мальформации, возможно наличие артериовенозной мальформации и гипертрофия жировой ткани);
• синдром Протея (сочетание капиллярной мальформации, венозной мальформации и/или лимфатической мальформации и асимметричный соматический рост).

## Локализация
В литературе приводится множество наблюдений различных локализаций общих (кистозных) лимфатических мальформаций. Описаны следующие области: голова и шея, нижние конечности, средостение, матка, поджелудочная железа, мошонка, твёрдая мозговая оболочка, оболочки яичка, сердце. В 50-75 % лимфатические мальформации встречаются в области головы и шеи, в 27 % они встречаются в области туловища, в 24 % — на конечностях. Висцеральные лимфатические мальформации определяются очень редко.
Несмотря на то, что формирование лимфатической мальформации происходит внутриутробно, клиническое проявление может быть отсрочено до младенчества (встречается чаще) или (реже) до подросткового периода. Данное образование прогрессирует с течением времени. В некоторых случаях лимфатическую мальформацию выявляют ещё во время беременности при скрининговом УЗИ. Данное образование локализуется по ходу лимфатических сосудов и может располагаться на коже, в подкожно-жировой клетчатке.
Причины, по которым происходит рост лимфатической мальформации, остаются неясными. Возможными механизмами могут быть:
• дилатация сосудистых пространств,
• ангиогенез,
• лимфангиогенез,
• васкулогенез.
Рост крупно кистозной лимфатической мальформации может быть вызван наличием «клапанного механизма» — при появлении крупной кисты сброс лимфы из неё затрудняется за счет сдавления отводящего сосуда или при наличии патологического клапана, что приводит к постепенному росту патологической полости. Однако, при определённых условиях проток может открываться, что приводит к сбросу излишка лимфы и уменьшению размеров образования. Данная теория позволяет объяснить случаи спонтанного уменьшения или исчезновения крупно кистозных лимфатических мальформаций.
Патология имеет высокий риск увеличения на протяжении подросткового возраста, под действием пубертатных гормонов, которые могут стимулировать рост лимфатической мальформации. У 42 % пациентов отмечался рост мальформации до подросткового периода, у 85 % после подросткового возраста и у 95 % пациентов рост отмечался на протяжении жизни. У женщин так же возможно ускорение прогрессии заболевания во время беременности

## Диагностика
Пороки развития лимфатических сосудов в области головы и шеи чаще всего определяются при рождении или в первые годы жизни ребёнка, в возрасте до одного года в 60-80 % случаев. Основными методами визуализации лимфатической мальформации являются ультразвуковое исследование (УЗИ) и магнитно-резонансная томография (МРТ). Данные исследования позволяют определить площадь и объём патологических тканей, размеры кист, топографию образования.
В настоящее время лимфатическую мальформацию можно визуализировать у плода с конца первого — начала второго триместра беременности. Лучше всего определяются крупно кистозные формы мальформаций. Чаще всего лимфатические мальформации выявляются в области шеи, грудной клетки, языка, туловища и конечностей.
Появление лимфатической мальформации характеризуется наличием объемного образования, которое расположено под кожей, имеющее мягкую консистенцию. При пальпации оно не смещается и безболезненно, температура образования не отличается от других участков кожного покрова (нет гипертермии), довольно часто определяется симптом флюктуации. Для каждого варианта лимфатической мальформации присуще различные клинические проявления.
Дифференциальный диагноз необходимо проводить с:
• другими сосудистыми аномалиями (венозная мальформация, младенческая или врожденная гемангиома);
• опухолями не сосудистого генеза;
• пороками развития (различные кисты, тератомы);
• воспалительными заболеваниями (абсцесс).

## Особенности клиники
Лимфатические мальформации в области головы и шеи, диагностируемые внутриутробно, обычно имеют огромные размеры, угрожающие жизни матери и ребёнка. В связи с этим заранее формируется специальная бригада врачей для оказания реанимационных мероприятий, в частности для предотвращения острой дыхательной недостаточности у новорождённого. За рубежом комплекс данных мер носит название EXIT (The ex utero intrapartum therapy procedure).

## Осложнения
Лимфатическая мальформация вызывает следующие осложнения:
1) Психологический дискомфорт, поскольку вовлекается кожный покров и появляется видимое глазом изменение. Лимфатическая мальформация имеет тенденцию к росту с течением времени. Рост образования не равномерен во времени. Она может расти быстрее на фоне инфицирования или во время вирусной болезни, при возникновении кровоизлияния внутрь полость. Видимая глазом деформация, приводит к появлению психологического дискомфорта, депрессии. Учитывая, что большая часть лимфатических мальформаций расположена в области головы и шеи, можно заключить, что данная проблема является ведущей для данной категории больных.
2) С ростом образования возможно сдавление жизненно важных органов и структур. Например, сдавление просвета трахеи при расположении мальформации в средостенье или перекрытие гортани за счет увеличения языка при поражении дна полости рта. Так же большой размер образования может нарушать функцию конечностей, глотания при поражении языка или вызывать кишечную непроходимость.
3) Вследствие того что пораженная лимфатическая система не в состоянии избавиться от чужеродных материалов, скопление лимфы и кровь в кистах благоприятствуют бактериальному росту, вызывая инфицирование. Около 70 % лимфатических мальформаций инфицируется. При инфицировании может возникать сепсис. Причиной инфицирования лимфатической мальформации, расположенной в области лица и шеи, может быть плохая гигиена зубов, наличие кариеса, а при расположении в области промежности — за счет попадания кишечного содержимого на поврежденную кожу в области мальформации.
4) Кровоизлияние в полость лимфатической мальформации достигает 30-40 %. Что сопровождается напряжением кисты, появлением болевого синдрома, локальной гипертермии, лихорадки. Так же над областью мальформации возможно появление синего цвета. Кровотечение возникает из патологических венозных каналов в мальформации или из маленьких артерий в септах.
5) При прогрессии мелко кистозной лимфатической мальформации возможно вторичное поражение кожного покрова с появлением характерных везикул на поверхности кожи. Данное состояние очень часто возникает после ранее перенесенного оперативного вмешательства в зоне лимфатической мальформации.
6) Грудная или брюшная лимфатическая мальформация может приводить к появлению хилоторакса, хилоперикарда или хилоперитонеума.
7) Локализация образования в области орбиты может приводить к проптозу, птозу, амблиопии, снижению зрения или слепоте, за счет сдавления глазного нерва.

## Лечение
Основным методом лечения лимфатической мальформации является хирургический метод. К хирургическим методам лечения относятся: классическое хирургическое удаление тканей мальформации, склерозирующая терапия, другие виды хирургии (лазерная хирургия, СВЧ-хирургия, криохирургия).
Ткани мальформации часто воспаляются. Агентами, вызывающими воспаление патологических тканей являются, вирусные заболевания и вирусные заболевания, осложнённые присоединением бактериальной патогенной флоры. При развитии воспаления больному показано применение антибактериальной и противовоспалительной терапии.
Другие, неосновные, симптоматические методы лечения лимфатической мальформации
• Наблюдение. Лимфатическая мальформация является доброкачественной патологией для которой не характерны признаки злокачественности, поэтому оперативное лечение не является обязательным. Маленькие или бессимптомные поражения могут наблюдаться.
• Компрессионный трикотаж может замедлить рост образования, при росте мальформации, расположенной, например, на конечности. С целью компрессии не обязательно носить специальные чулки или перчатки, в ряде случаев для этой цели можно использовать трубчатые бинты.
• Местная терапия при кровоизлиянии или воспалении — использование различных мазевых повязок.
• Медикаментозное лечение. Для лечения обширных или мелкокистозных лимфатических мальформаций используется оральный медикаментозный препарат сиролимус («Рапамун»). Данный препарат является мощным иммуносупрессором, который используется в трансплантологии. Механизм его действия основан на угнетении васкулогенеза, подавлении пролиферации сосудов. Однако риск развития серьёзных побочных действий и сравнительно небольшой опыт использования данного препарата у детей, ограничивают его применение.
Оперативное лечение
• Склеротерапия (склерозирование). Процедура включает в себя аспирацию содержимого кисты с последующей инъекцией склерозирующего агента, который вызывает рубцевание прилежащих стенок кисты. Склеротерапию проводят под ультразвуковой навигацией или с использование ЭОП’а. Склеротерапия не удаляет лимфатическую мальформацию, но она эффективно уменьшает объём поражения. Склеротерапия является методом выбора для лечения больших или проблемных крупно кистозных или смешанных лимфатических мальформациях.
Наиболее часто используемы склерозанты — доксициклин, натрия тетрадецил сульфат (sodium tetradecyl sulfate) (STS), этанол, блеомицин и ОК-432 (снят с производства). Так же для склерозирования используется препарат «Гемоблок».
По сравнению с хирургическим удалением, склеротерапия обладает лучшим результатом и имеет меньший риск осложнений. Отдаленные результаты благоприятный, до 90 % ЛМ не рецидивируют в течение трёх лет после склеротерапии.
• Радиочастотная абляция (Radiofrequency ablation) (RFA) — данный метод лечения основан на деструкции тканей низкой температурой. Данный метод хорошо зарекомендовал себя для лечения везикул лимфатической мальформации в полости рта.
• Хирургическое иссечение. Удаление крупно кистозной лимфатической мальформации не показано до тех пор, пока
− образование не станет вызывать появление жалоб;
− невозможно будет провести склеротерапию, вследствие отсутствия крупных кист после лечения
− возможно проведение удаления маленького хорошо отграниченного образования.
В случаях когда хирургическое удаление неизбежно, следует помнить, что рубец или деформация после удаления лимфатической мальформации не должны быть косметически хуже, чем изменения, которые были до операции.
Удаление лимфатической мальформации может быть сопряжено со значительными осложнениями:
• массивная кровопотеря,
• ятрогенная травма,
• повреждение нервов;
• в послеоперационном периоде практически всегда отмечается подтекание лимфы из раны.

## Прогноз заболевания
Прогноз заболевания зависит от типа лимфатической мальформации, её локализации и объёма патологических изменений.
Лечение сосудистых мальформаций (в том числе лимфатических) проводится в многопрофильных клиниках Российской федерации, расположенных в крупных городах - Москве, Санкт-Петербурге, Воронеже, Новосибирске.